# Liga Femenina de baloncesto 2004-05
La temporada 2004-05 de la Liga Femenina fue la 42ª temporada de la liga femenina de baloncesto. Se inició el 9 de octubre de 2004 y acabó el 18 de mayo de 2005. Los playoffs sirvieron a Universitat de Barcelona - FC Barcelona quien ganó al Ros Casares Valencia en los playoffs 3-2.

## Liga regular
| Pos. | Equipo                                  | PJ | G  | P  | PF   | PC   | DP   | Pts | Clasificación o descenso  |
| ---- | --------------------------------------- | -- | -- | -- | ---- | ---- | ---- | --- | ------------------------- |
| 1    | Perfumerías Avenida                     | 26 | 20 | 6  | 1852 | 1635 | +217 | 46  | Clasifican a los Playoffs |
| 2    | Hondarribia-Irún                        | 26 | 20 | 6  | 1865 | 1640 | +225 | 46  | Clasifican a los Playoffs |
| 3    | Ros Casares Valencia                    | 26 | 19 | 7  | 1856 | 1585 | +271 | 45  | Clasifican a los Playoffs |
| 4    | Universitat de Barcelona - FC Barcelona | 26 | 18 | 8  | 2003 | 1694 | +309 | 44  | Clasifican a los Playoffs |
| 5    | Celta VigoUrban                         | 26 | 15 | 11 | 1670 | 1643 | +27  | 41  | Clasifican a los Playoffs |
| 6    | CajaCanarias                            | 26 | 14 | 12 | 1595 | 1647 | −52  | 40  | Clasifican a los Playoffs |
| 7    | USP CEU-ADECCO Estudiantes              | 26 | 13 | 13 | 1773 | 1830 | −57  | 39  | Clasifican a los Playoffs |
| 8    | Puig d'en Valls Santa Eulalia           | 26 | 11 | 15 | 1595 | 1658 | −63  | 37  | Clasifican a los Playoffs |
| 9    | Mann Filter Zaragoza                    | 26 | 10 | 16 | 1704 | 1849 | −145 | 36  |                           |
| 10   | Arranz-Jopisa Burgos                    | 26 | 10 | 16 | 1619 | 1711 | −92  | 36  |                           |
| 11   | Acis Sufi León                          | 26 | 10 | 16 | 1608 | 1741 | −133 | 36  |                           |
| 12   | Yaya María Breogán                      | 26 | 8  | 18 | 1540 | 1686 | −146 | 34  |                           |
| 13   | Extrugasa                               | 26 | 7  | 19 | 1567 | 1736 | −169 | 33  | Descenso a LF2            |
| 14   | Canoe N. C.                             | 26 | 7  | 19 | 1649 | 1841 | −192 | 33  | Descenso a LF2            |

 Fuente: FEB

### Playoffs
|  | Cuartos de final                | Cuartos de final                | Cuartos de final                | Cuartos de final                | Cuartos de final  | Cuartos de final |                        |                       | Semifinales           | Semifinales           | Semifinales | Semifinales | Semifinales | Semifinales |  |  | Final | Final | Final | Final | Final | Final |
|  |                                 |                                 |                                 |                                 |                   |                  |                        |                       |                       |                       |             |             |             |             |  |  |       |       |       |       |       |       |
|  |                                 |                                 |                                 |                                 |                   |                  |                        |                       |                       |                       |             |             |             |             |  |  |       |       |       |       |       |       |
|  |                                 |                                 |                                 |                                 |                   |                  |                        |                       |                       |                       |             |             |             |             |  |  |       |       |       |       |       |       |
|  | 1 Perfumerías Avenida           | 1 Perfumerías Avenida           | 1 Perfumerías Avenida           | 1 Perfumerías Avenida           | 72                | 67               |                        |                       |                       |                       |             |             |             |             |  |  |       |       |       |       |       |       |
|  | 1 Perfumerías Avenida           | 1 Perfumerías Avenida           | 1 Perfumerías Avenida           | 1 Perfumerías Avenida           | 72                | 67               |                        |                       |                       |                       |             |             |             |             |  |  |       |       |       |       |       |       |
|  | 8 Puig d'en Valls Santa Eulalia | 8 Puig d'en Valls Santa Eulalia | 8 Puig d'en Valls Santa Eulalia | 8 Puig d'en Valls Santa Eulalia | 68                | 35               |                        |                       |                       |                       |             |             |             |             |  |  |       |       |       |       |       |       |
|  | 8 Puig d'en Valls Santa Eulalia | 8 Puig d'en Valls Santa Eulalia | 8 Puig d'en Valls Santa Eulalia | 8 Puig d'en Valls Santa Eulalia | 68                | 35               | 1 Perfumerías Avenida  | 1 Perfumerías Avenida | 1 Perfumerías Avenida | 1 Perfumerías Avenida | 77          | 48          |             |             |  |  |       |       |       |       |       |       |
|  |                                 |                                 |                                 |                                 |                   |                  | 1 Perfumerías Avenida  | 1 Perfumerías Avenida | 1 Perfumerías Avenida | 1 Perfumerías Avenida | 77          | 48          |             |             |  |  |       |       |       |       |       |       |
|  |                                 | 4 UB-FC Barcelona               | 4 UB-FC Barcelona               | 4 UB-FC Barcelona               | 4 UB-FC Barcelona | 81               | 79                     |                       |                       |                       |             |             |             |             |  |  |       |       |       |       |       |       |
|  | 4 UB-FC Barcelona               | 4 UB-FC Barcelona               | 4 UB-FC Barcelona               | 4 UB-FC Barcelona               | 4 UB-FC Barcelona | 81               | 79                     | 83                    | 68                    |                       |             |             |             |             |  |  |       |       |       |       |       |       |
|  | 4 UB-FC Barcelona               | 4 UB-FC Barcelona               | 4 UB-FC Barcelona               | 4 UB-FC Barcelona               |                   |                  |                        |                       |                       |                       |             |             |             |             |  |  |       |       |       |       |       |       |
|  | 5 Celta VigoUrban               | 5 Celta VigoUrban               | 5 Celta VigoUrban               | 5 Celta VigoUrban               | 65                | 63               |                        |                       |                       |                       |             |             |             |             |  |  |       |       |       |       |       |       |
|  | 5 Celta VigoUrban               | 5 Celta VigoUrban               | 5 Celta VigoUrban               | 5 Celta VigoUrban               | 65                | 63               | 3 Ros Casares Valencia | 94                    | 63                    | 70                    | 65          | 55          |             |             |  |  |       |       |       |       |       |       |
|  |                                 |                                 |                                 |                                 |                   |                  | 3 Ros Casares Valencia | 94                    | 63                    | 70                    | 65          | 55          |             |             |  |  |       |       |       |       |       |       |
|  |                                 | 4 UB-FC Barcelona               | 69                              | 68                              | 76                | 64               | 68                     |                       |                       |                       |             |             |             |             |  |  |       |       |       |       |       |       |
|  | 2 Hondarribia-Irún              | 2 Hondarribia-Irún              | 2 Hondarribia-Irún              | 2 Hondarribia-Irún              | 76                | 64               | 68                     | 64                    | 75                    |                       |             |             |             |             |  |  |       |       |       |       |       |       |
|  | 2 Hondarribia-Irún              | 2 Hondarribia-Irún              | 2 Hondarribia-Irún              | 2 Hondarribia-Irún              |                   |                  |                        |                       |                       |                       |             |             |             |             |  |  |       |       |       |       |       |       |
|  | 7 USP CEU-ADECCO Estudiantes    | 7 USP CEU-ADECCO Estudiantes    | 7 USP CEU-ADECCO Estudiantes    | 7 USP CEU-ADECCO Estudiantes    | 61                | 68               |                        |                       |                       |                       |             |             |             |             |  |  |       |       |       |       |       |       |
|  | 7 USP CEU-ADECCO Estudiantes    | 7 USP CEU-ADECCO Estudiantes    | 7 USP CEU-ADECCO Estudiantes    | 7 USP CEU-ADECCO Estudiantes    | 61                | 68               | 2 Hondarribia-Irún     | 2 Hondarribia-Irún    | 2 Hondarribia-Irún    | 75                    | 46          | 63          |             |             |  |  |       |       |       |       |       |       |
|  |                                 |                                 |                                 |                                 |                   |                  | 2 Hondarribia-Irún     | 2 Hondarribia-Irún    | 2 Hondarribia-Irún    | 75                    | 46          | 63          |             |             |  |  |       |       |       |       |       |       |
|  |                                 | 3 Ros Casares Valencia          | 3 Ros Casares Valencia          | 3 Ros Casares Valencia          | 66                | 74               | 72                     |                       |                       |                       |             |             |             |             |  |  |       |       |       |       |       |       |
|  | 3 Ros Casares Valencia          | 3 Ros Casares Valencia          | 3 Ros Casares Valencia          | 3 Ros Casares Valencia          | 66                | 74               | 72                     | 85                    | 88                    |                       |             |             |             |             |  |  |       |       |       |       |       |       |
|  | 3 Ros Casares Valencia          | 3 Ros Casares Valencia          | 3 Ros Casares Valencia          | 3 Ros Casares Valencia          |                   |                  |                        |                       |                       |                       |             |             |             |             |  |  |       |       |       |       |       |       |
|  | 6 CajaCanarias                  | 6 CajaCanarias                  | 6 CajaCanarias                  | 6 CajaCanarias                  | 54                | 61               |                        |                       |                       |                       |             |             |             |             |  |  |       |       |       |       |       |       |
|  | 6 CajaCanarias                  | 6 CajaCanarias                  | 6 CajaCanarias                  | 6 CajaCanarias                  | 54                | 61               |                        |                       |                       |                       |             |             |             |             |  |  |       |       |       |       |       |       |

## Postemporada
- Campeonas de la Liga Femenina 2004-05: Universitat de Barcelona - FC Barcelona (2º título).
- Campeonas de la Copa de la Reina 2005: Perfumerías Avenida (1er título).
- Campeonas de la Supercopa 2004: Ros Casares Valencia (2º título).
- Clasificadas para Euroliga 2005-06: Ros Casares Valencia.
- Clasificadas para Eurocup 2005-06: Perfumerías Avenida, Hondarribia-Irún, CajaCanarias y Acis Sufi León.
- Descendidas a Liga Femenina 2 2005-06:  Extrugasa y Canoe N. C..
- Ascendidas de Liga Femenina 2 2004-05:  Universitario de Ferrol y Cadí La Seu.